# آنا بلفر-کوهن
آنا بلفر کوهن (Anna Belfer-Cohen؛ عبری: אנה בלפר-כהן‎ ; متولد ۳ نوامبر ۱۹۴۹) باستان‌شناس و دیرین انسان‌شناس اسرائیلی و پروفسور بازنشستۀ موسسۀ باستان‌شناسی دانشگاه عبری اورشلیم. بلفر-کوهن بسیاری از مکان‌های مهم پیش از تاریخ در اسرائیل از جمله غارهای هایونیم و کبارا و محوطه‌های باستانی روباز مانند نِخال عین گیو (I) و نِخال نِکِغوت را کاوش و مطالعه کرد. او همچنین سال‌ها در جمهوری گرجستان در غارهای جودزوانا، کوتیاس و ساتسروبلیا، کار کرده و در نتیجۀ پژوهش‌های خود به مطالعۀ توالی پارینه‌سنگی قفقاز کمک کرد. او در زمینۀانسان‌شناسی زیستی، هنر پیش از تاریخ ، فناوری ابزارسنگی، پارینه‌سنگی فوقانی و انسان مدرن، و خط سیر فرهنگ ناتوفی به نوسنگی و گذار به روستانشینی، پژوهش کرده است. 
بلفر-کوهن صدها مقاله منتشر کرده و چندین کتاب را مشترکاً منتشر کرده است. آثار او غالباً متمرکز بر باستان‌شناسی پیش از تاریخ و به ویژه فرهنگ ناتوفیان است. 
بلفر-کوهن متاهل و دارای دو فرزند و چهار نوه است و در حال حاضر در اورشلیم اقامت دارد.

## سنین جوانی و تحصیل

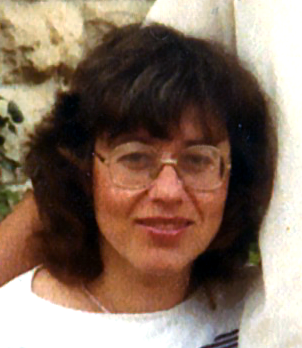

آنا بلفر-کوهن در سال ۱۹۴۹م. در شهر ریونۀ اوکراین به دنیا آمد و همراه مادرش هلینا (اِلا)، و پدرش یهودا بلفر درسال ۱۹۵۶م. به اسرائیل مهاجرت کردند . پس از اتمام دبیرستان در شهر محل سکونتش پتخ تیکوا، در مؤسسه باستان‌شناسی، دانشگاه عبری اورشلیم شروع به تحصیل در رشتۀ باستان‌شناسی کرد، و پس از اخذ مدرک کارشناسی، مدرک کارشناسی‌ارشد (۱۹۸۱م.) و دکترای (۱۹۸۸م.) خود را نیز از همین دانشگاه دریافت کرد. او در دورۀ کارشناسی در بسیاری از پروژه‌های باستان‌شناسی در اسرائیل، قبرس و سینا شرکت کرد.  رسالۀ دکتری او (به راهنمایی پروفسور اوفر بار-یوسف) در مورد فرهنگ ناتوفی بود.  او در سال ۲۰۰۲م. به عنوان استاد تمام مؤسسۀ باستان‌شناسیِ دانشگاه عبری اورشلیم منصوب شد. وی از سال ۲۰۰۵ تا ۲۰۰۹ میلادی، به عنوان رئیس موسسۀ باستان‌شناسی دانشگاه خدمت کرد. و از سال ۲۰۱۴ تا ۲۰۱۸ میلادی رئیس سازمان پژوهشی دانشجویی (علوم غیرتجربی) بود.

## مشارکت‌های علمی

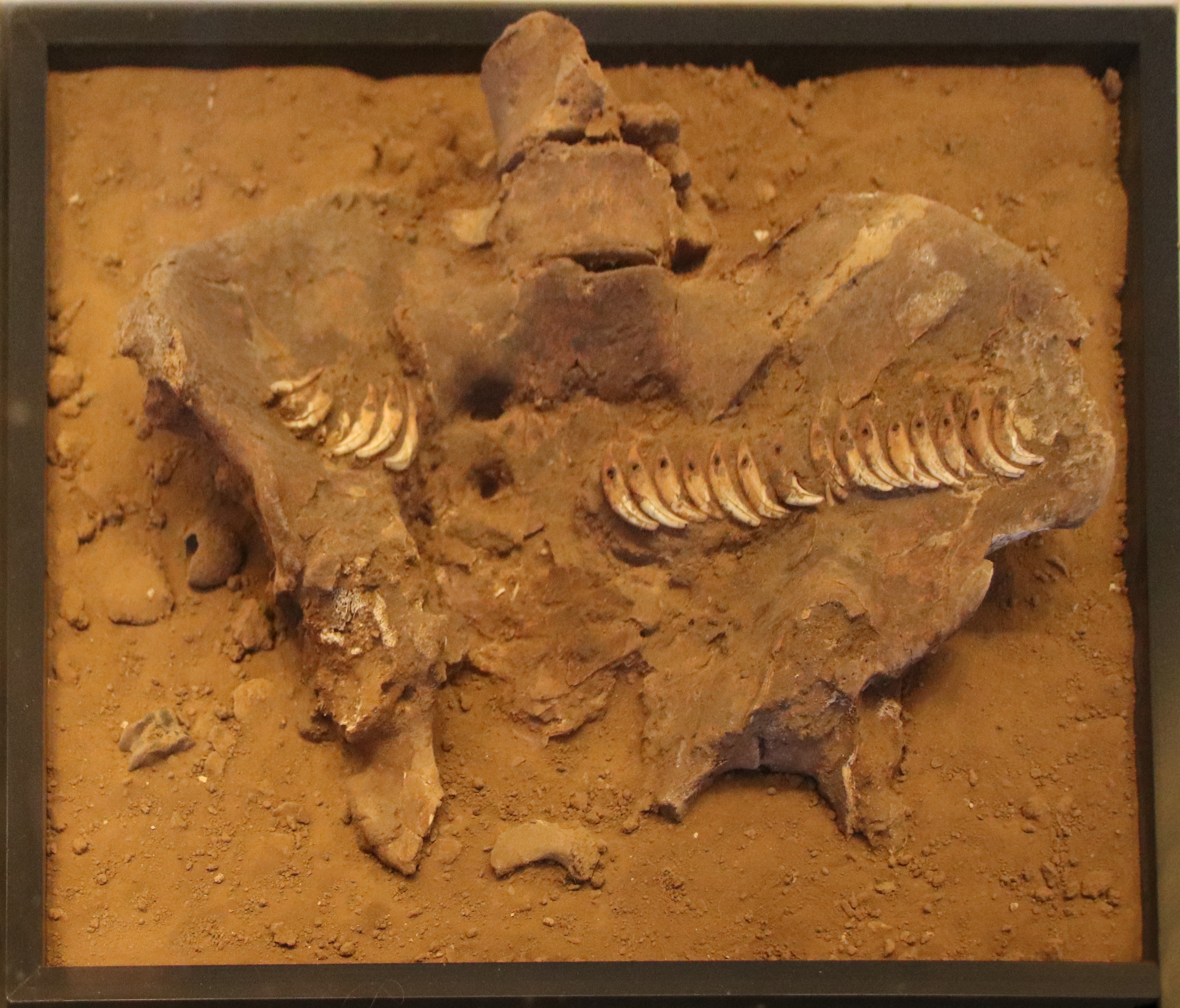
لگن زن تزئین شده با دندان روباه، فرهنگ ناتوفی، غار هایونیم

بلفر-کوهن در ابتدای فعالیت‌های باستان‌شناسی خود در کاوش‌هایی در محوطۀ پارینه‌سنگی تحتانی عبیدیه در درۀ اردن (قدیمی‌ترین مکان در اسرائیل) همکاری کرد، وی علاوه بر این در محوطه‌های پیش از تاریخی، مربوط به ادوار پارینه‌سنگی فوقانی و فراپارینه‌سنگی در شمال صحرای سینا، و در محوطه‌های تدفینیِ مس‌سنگی و اوایل عصر برنز در جنوب صحرای سینا نیز همکاری داشت.
او در طول تحصیلات کارشناسی‌ارشد خود، ابزارهای سنگی و استخوانی لایه اوریگنیشن در غار هایونیم (مربوط به ۳۵۰۰۰ سال پیش) را تجزیه و تحلیل کرد. او در پژوهش‌های خود فرهنگ اوریگنیشن لوانتین را شناسایی و آن را به در این منطقه به دورۀ پارینه‌سنگی فوقانی منتسب کرد. در طول سال‌ها او به درک تعاملات این فرهنگ شکارچی-گردآورنده با فرهنگ اروپایی همزمان خود کمک کرد. 
در دورۀ دکترا، او به مطالعۀ جنبه‌های فن‌آورانه و فضایی بقایای فرهنگی ناتوفی، از جمله معماری، تدفین، ابزارهای سنگی، ابزارهای سنگی-زمینی و تزئینات شخصی، به دست آمده از غار هایونیم در سرزمین جلیل، پرداخت.  در این پژوهش او زمینۀ مطالعات پیش‌رفتۀ فرهنگ ناتوفی را فراهم کرد و سؤالات پژوهشی مهمی را مطرح کرد، که هنوز در تحقیقات فعلی مورد استفاده قرار می‌گیرند.
بلفر-کوهن در بسیاری از پروژه‌های باستان‌شناسی شرکت کرد که برخی از آن‌ها چندین دهه به طول انجامید، مانند غارهای کبارا و هاینیوم، که او در مطالعه و انتشار یافته‌ها مشارکت داشت.  برخی از پروژه‌ها و همکاری‌های تحقیقاتی او عبارتند از: 
- اولین گورستان - ماهیت و معنای شیوه‌های تدفین در جامعۀ ناتوفیان. پیچیدگی فرهنگی در آستانه گذار به کشاورزی. مطالعۀ مواد اسکلتی و همچنین یافته‌های فرهنگی از محوطه‌های غار هایونیم و هیلازون تاختیت به طور مشترک با پروفسور لیور غروسمن (از دانشگاه عبری).
- بازسازی توالی پارینه‌سنگی فوقانی تا نوسنگی گرجستان، قفقاز جنوبی. پروژه‌ای مشترک با همکاری گرجستان، آمریکا، و اسرائیل که توسط او از طرف دانشگاه عبری اورشلیم با همکاری دکتر تنگیس مشویلیانی، از موزۀ ایالتی جورجیا و پروفسور اوفر بار-یوسف از دانشگاه هاروارد سرپرستی شده است. در این پروژه، تیم پژوهشی اثبات کرد گاه‌شماری پارینه‌سنگی فوقانی محل با ورود انسان‌های خردمند  همزمان است، و آن را با نئاندرتال‌های پارینه‌سنگی میانه پیشین، تطبیق دادند. این پروژه شامل حفاری در غار جودزوانا، ۲۰۰۱-۱۹۹۶م. و ۷-۲۰۰۶ است. یکی دیگر از پرسش‌های اصلی این پروژه این بود که آیا تحول از شکارچی-گردآورنده به کشاورز یک نوآوری بومی بوده؟ یا این تحول برگرفته از نقاط دیگر، یا نتیجه تهاجم گروه‌های خارجی بوده است؟ پاسخ به این سؤال مستلزم کاوش در پناهگاه سنگی کوتیاس کلده در سال‌های ۲۰۰۵-۲۰۰۲م. و ۲۰۱۰–۲۰۰۸م. بود. در حال حاضر این تیم در غار ساتسروبلیا (۲۰۱۰-تا کنون)، با همکاری پروفسور رون پینهاسی (از دانشگاه وین) مشغول پژوهش است. [۱۰]

## انتشارات برگزیده
- Belfer-Cohen, Anna (1988). "The Natufian Graveyard in Hayonim Cave". Paléorient. 14 (2): 297–308. doi:10.3406/paleo.1988.4476. ISSN 0153-9345. JSTOR 41492321.
- Bar-Yosef, Ofer; Belfer-Cohen, Anna (1989). "The origins of sedentism and farming communities in the Levant". Journal of World Prehistory (به انگلیسی). 3 (4): 447–498. doi:10.1007/BF00975111. ISSN 1573-7802. S2CID 162966796.
- Belfer-Cohen, Anna (1991). "The Natufian in the Levant". Annual Review of Anthropology. 20: 167–186. doi:10.1146/annurev.an.20.100191.001123. ISSN 0084-6570. JSTOR 2155798. S2CID 145177755.
- Bar-Yosef, Ofer; Belfer-Cohen, Anna (1992). "From Foraging to Farming in the Mediterranean Levant".  In Gebauer, Anne Birgitte; Price, T. Douglas (eds.). Transitions to Agriculture in Prehistory (به انگلیسی). pp. 21–48. OCLC 605693414.
- Belfer-Cohen, A. and E. Hovers 1992 Burial is in the Eye of the Beholder: Middle Palaeolithic and Natufian Burials in the Levant. Current Anthropology 33: 463–71.
- Belfer-Cohen, A. and N. Goren-Inbar 1994 Cognition and Communication in the Levantine Lower Palaeolithic. World Archaeology 26(2):144-157.
- Arensburg, B. and A. Belfer-Cohen 1998 “Sapiens and Neanderthals: Rethinking the Levantine Middle Paleolithic Hominids”. In: Neanderthals and Modern Humans in West Asia, eds. T. Akazawa, K. Aoki and O. Bar-Yosef, pp. 311–322. New-York: Plenum Press.
- Belfer-Cohen, A. and O. Bar-Yosef 2000 Early Sedentism in the Near East - A Bumpy Ride to Village Life”. In: Life in Neolithic Farming Communities. Social Organization, Identity, and Differentiation, ed. I. Kuijt, pp. 19–37. New-York: Kluwer Academic/Plenum Publishers.
- Belfer-Cohen, A. and A. N. Goring-Morris 2002 “Why Microliths? Microlithisation in the Levant”. In: Thinking Small: Global Perspectives on Microlithization, eds. R. G. Elston and S.L. Kuhn, pp. 57–68.  Washington, D.C.: American Anthropological Association.
- Goring-Morris, N. and A. Belfer-Coehn. 2003. More Than Meets the Eye. Studies on Upper Palaeolithic Diversity in the Near East, Oxford: Oxbow Books.
- Meshveliani, T., O. Bar-Yosef and A. Belfer-Cohen 2004 “The Upper Palaeolithic in Western Georgia”. In: The Early Upper Paleolithic Beyond Western Europe, eds. P. J. Brantingham, S. L. Kuhn and K. W. Kerry, pp. 129–143. Berkeley: University of California Press.
- Hovers E. and A. Belfer-Cohen 2006 "Now You See it, Now You Don’t" - Modern Human Behavior in the Middle Paleolithic. In: Transitions Before The Transition. Evolution and Stability in the Middle Paleolithic and Middle Stone Age, eds. E. Hovers and S. L. Kuhn, pp. 295–304. New York: Springer.
- Belfer-Cohen, A. and A. N. Goring-Morris 2007. "From the Beginning: Levantine Upper Palaeolithic Cultural Continuity". In: Rethinking the Human Revolution, eds. P. Mellars, K. Boyle, O. Bar-Yosef and C. Stringer, pp. 199–206. Cambridge: McDonald Institute for Archaeological Research University of Cambridge.
- Goring-Morris, A. N., and A. Belfer-Cohen 2010. "Different Ways of Being, Different Ways of Seeing... Changing Worldviews in the Near East". In: Landscapes in Transition: Understanding Hunter-Gatherer and Farming Landscapes in the Early Holocene of Europe and the Levant, eds. B. Finlayson and G. Warren, pp. 9–22. London: Levant Supplementary Series & CBRL.
- Belfer-Cohen, A. and A. N. Goring-Morris 2013. Breaking the Mold: Phases and Facies in the Natufian of the Mediterranean Zone. In: Natufian Foragers in the Levant. Terminal Pleistocene Social Changes in Western Asia. Eds.O. Bar-Yosef and F.R. Valla. Pp. 544–561. Archaeological Series 19. Ann Arbor: International Monographs in Prehistory.
- Kvavadze, Eliso; Bar-Yosef, Ofer; Belfer-Cohen, Anna; Boaretto, Elisabetta; Jakeli, Nino; Matskevich, Zinovi; Meshveliani, Tengiz (2009). "30,000-Year-Old Wild Flax Fibers" (PDF). Science (به انگلیسی). 325 (5946): 1359. Bibcode:2009Sci...325.1359K. doi:10.1126/science.1175404. ISSN 0036-8075. PMID 19745144.
- Belfer-Cohen, Anna; Bar-Yosef, Ofer (2002). "Early Sedentism in the Near East".  In Kuijt, Ian (ed.). Life in Neolithic Farming Communities: Social Organization, Identity, and Differentiation. Fundamental Issues in Archaeology (به انگلیسی). Springer. pp. 19–38. doi:10.1007/0-306-47166-3_2. ISBN 9780306471667.
- Bar-Yosef, O.; Vandermeersch, B.; Arensburg, B.; Belfer-Cohen, A.; Goldberg, P.; Laville, H.; Meignen, L.; Rak, Y.; Speth, J. D. (1992). "The Excavations in Kebara Cave, Mt. Carmel". Current Anthropology. 33 (5): 497–550. doi:10.1086/204112. ISSN 0011-3204.

## همچنین ببینید
- اوفر بار-یوسف

- نایجل گورینگ موریس